# Parafia Wszystkich Świętych w Siedliszczu
Parafia Wszystkich Świętych w Siedliszczu – parafia rzymskokatolicka znajdująca się w Siedliszczu w kraju morawsko-śląskim w Czechach. Należy do dekanatu Frydek diecezji ostrawsko-opawskiej.

## Historia
Parafia powstała w XIV lub w pierwszej połowie XV wieku. Została wymieniona w spisie świętopietrza, sporządzonym przez archidiakona opolskiego Mikołaja Wolffa w 1447, pośród innych parafii archiprezbiteratu (dekanatu) w Cieszynie, pod nazwą Czedlicz. Na podstawie wysokości opłaty w owym sprawozdaniu liczbę ówczesnych parafian (we wszystkich podległych wioskach) oszacowano na 210.
Następnie utraciła samodzielność i już na początku XVI wieku była filią parafii w Bruzowicach. W 1638 postawiano w Siedliszczu nowy kościół pod patronatem Jerzego z Oppersdorfu, właściciela frydeckiego państwa stanowego. Proboszczem bruzowickim był wówczas Jan Scultet, a budowniczymi miejscowi cieślowie Adam i Wacław.
Po wojnach śląskich i oddzieleniu granicą od diecezjalnego Wrocławia, będącego w odtąd w Królestwie Prus, do zarządzania pozostałymi w Monarchii Habsburgów parafiami powołano w 1770 Wikariat generalny austriackiej części diecezji wrocławskiej. Samodzielną parafię w Siedliszczu reerygowano 1 kwietnia 1871 roku, kiedy przybył bu proboszcz Jan Goryl z Cierlicka. Po I wojnie światowej Siedliszcze znalazło się w granicach Czechosłowacji, wciąż jednak podległe było diecezji wrocławskiej, pod zarządem specjalnie do tego powołanej instytucji zwanej: Knížebiskupský komisariát niský a těšínský. W 1939 jako jedna z 17 parafii archidiecezji wrocławskiej pozostała w granicach Protektoratu Czech i Moraw. W 1947 obszar ten wyjęto ostatecznie spod władzy biskupów wrocławskich i utworzono Apostolską Administraturę w Czeskim Cieszynie, podległą Watykanowi. W 1978 obszar Administratury podporządkowany został archidiecezji ołomunieckiej. W 1996 wydzielono z archidiecezji ołomunieckiej nową diecezję ostrawsko-opawską.